# Lugon-et-l'Île-du-Carnay
 Lugon-et-l'Île-du-Carnay  là một xã thuộc tỉnh Gironde trong vùng Nouvelle-Aquitaine tây nam nước Pháp.